# Когган, Доналд
Фре́дерик До́налд Ко́гган, барон Когган (англ. Frederick Donald Coggan, Baron Coggan; 9 октября 1909[…], Хайгейт — 17 мая 2000[…], Уинчестер, Юго-Восточная Англия) — 101-й Архиепископ Кентерберийский, митрополит провинции Кентербери, примас всей Англии и глава всех англикан (1974—1980).
Родился в семье священника Георга Чарльза Коггана на юге графства Суссекс.
Архиепископ Йоркский (1961—1974). Известно, что когда Доналд Когган в сентябре 1977 года посетил СССР, он получил от святейшего патриарха Пимена орден Святого равноапостольного великого князя Владимира I степени.
На посту архиепископа Кентерберийского приобрел известность своей решительной поддержкой рукоположения женщин (чего не было в Церкви Англии до 1994 года), предложив его на Ламбетской конференции о мире англиканских епископов в 1970 году. Сравнительно короткий срок его пребывания на посту главы всех англикан был отмечен его смелостью, аккуратностью и пунктуальностью. Он был плодовитым писателем, а также талантливым оратором и проповедником, часто выступая вместе с женой, Жаной Брейтуэйт.
Был известен своим гостеприимством. Ему приписывают выражение, что «искусство гостеприимства — это когда гости чувствуют себя как дома».
После смерти его тело было кремировано, а прах похоронен в Кентерберийском соборе.